# Операція «Діп вотер»
Операція «Діп вотер» (англ. Operation Deep Water) — військово-морські навчання НАТО, що проводились 1957 року в Середземному морі та імітували захист Дарданелл від радянського вторгнення. Взявши під контроль цей вузький прохід у випадку війни, можна було б запобігти входу радянського Чорноморського флоту до Середземного моря.
Операція «Діп вотер» була частиною серії військових навчань НАТО, які відбулися восени 1957 року. Ці навчання включали імітацію повітряного ядерного удару в районі Галліполі, що відображало політику «ядерної парасольки» НАТО з урівноваження чисельної переваги Радянського Союзу у сухопутних військах в Європі. Під час операції «Діп вотер» підрозділи Корпусу морської піхоти США вперше брали участь у вертолітній десантно-штурмовій операції за кордоном.

## Проведення операції
Навчання проходили в зоні відповідальності Союзних військ в Південній Європі і проводились одним з підпорядковуваних їм командувань — Ударними військово-морськими силами НАТО в Південній Європі (STRIKFORSOUTH) під керівництвом американського віце-адмірала Чарльза Брауна, який також командував Шостим флотом США. В цілому в операції «Діп вотер» взяли участь 96 кораблів.
За сценарієм операції, сили НАТО захищали Дарданелли від радянського вторгнення в цілях запобігання введенню радянського Чорноморського флоту до Середземного моря. Враховуючи величезну кількісну перевагу сил Радянського Союзу і Варшавського договору, НАТО прийняло концепцію «ядерної парасольки» для захисту Західної Європи від радянського наземного вторгнення. У зв'язку з цим, операція почалася з імітації атомного авіаудару в районі Галліполі (Туреччина) 25 вересня 1957 року.
Операція «Діп вотер» завершилася 29 вересня 1957 року висадкою в затоці Сарос біля Галліполі 8 тисяч американських морських піхотинців з 38 десантних кораблів, очолюваних кораблем USS Pocono. Основним підрозділом американської морської піхоти був посилений 6-й полк під командуванням полковника Остіна Шофнера. Під час операції 3-й батальйон 6-го полку став першим американським підрозділом, що брав участь у вертолітній десантно-штурмовій операції («вертикальному охопленні») за кордоном. Це був також перший випадок, коли спеціальна група повітря-море-земля морської піхоти США використовувалась в навчаннях НАТО.
На всіх етапах операції «Діп вотер» повітряну підтримку надавали авіаносці Шостого флоту США. В ході навчань над спеціальною десантною групою НАТО протягом трьох днів з боку Болгарії неодноразово пролітав неопізнаний двомоторний реактивний бомбардувальник Ту-16, що змусило адмірала Брауна наказати двом реактивним винищувачам FJ-3 перехопити його.

## Американські підрозділи, задіяні в навчаннях

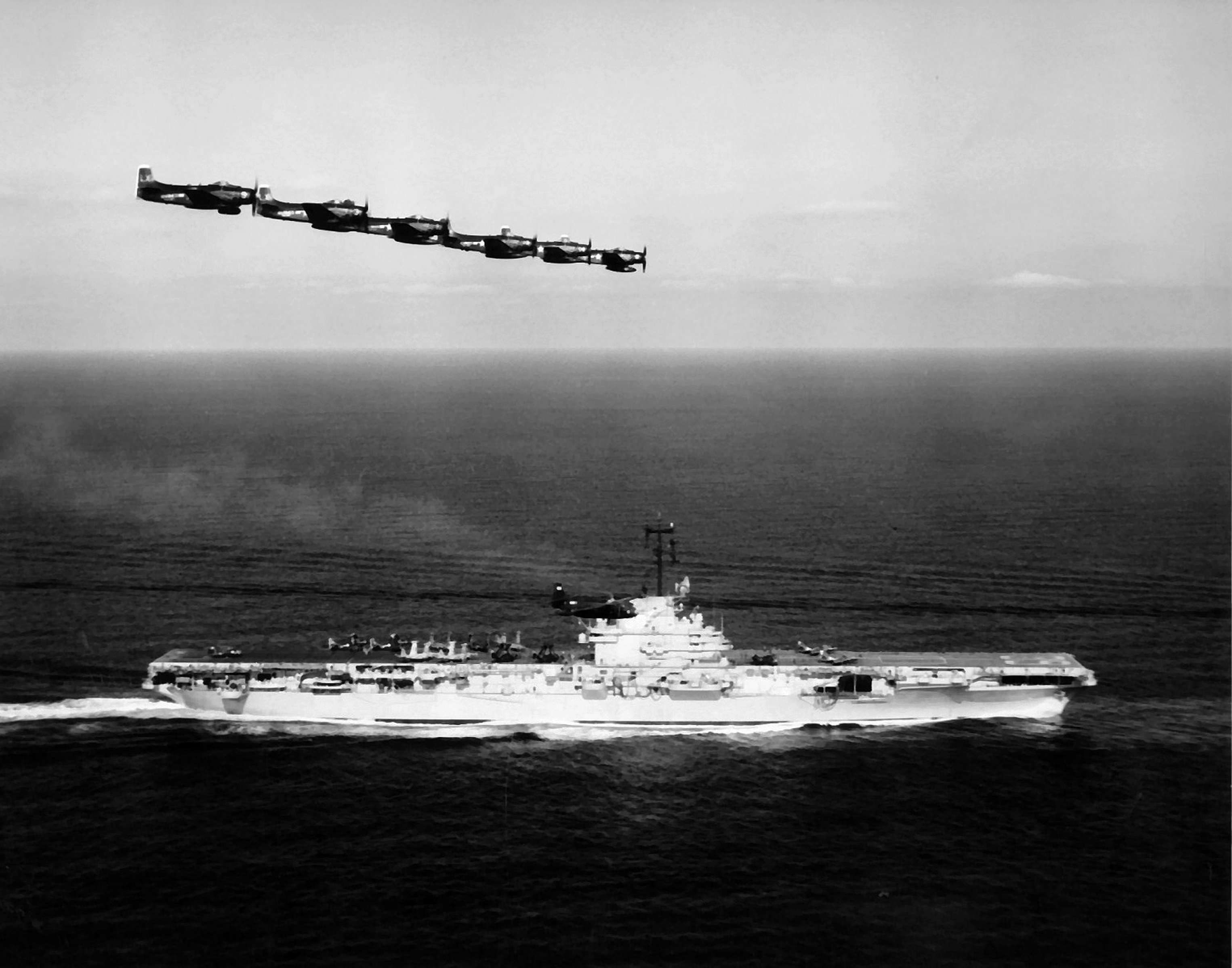
USS Lake Champlain з VMA-324

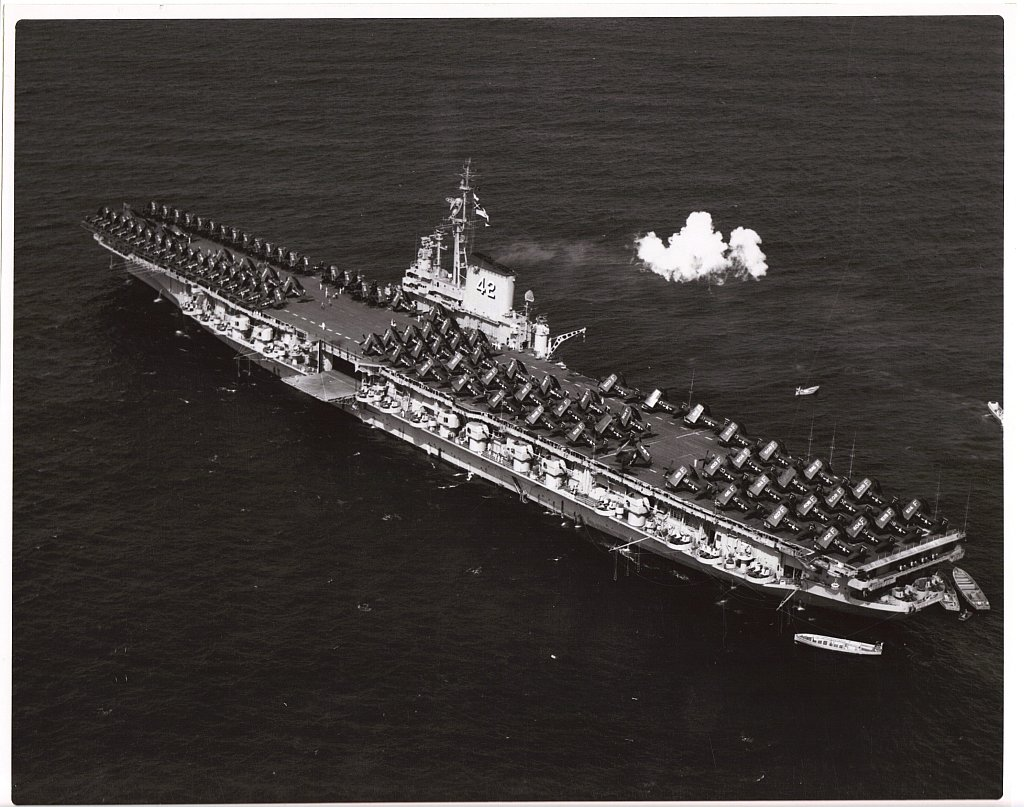
USS Franklin D. Roosevelt

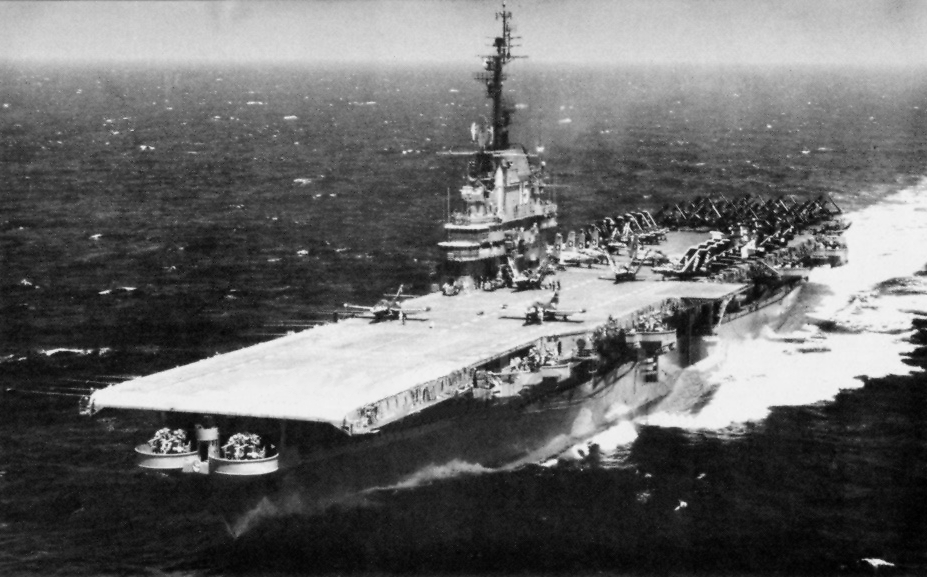
USS Randolph

### Підрозділи морської піхоти
Наступні підрозділи морської піхоти брали участь:
- 6-а полкова висадочна команда (RLT-6)
  - 3-й батальйон 6-го полку
  - 2-а десантна розвідувальна рота
- Підрозділи авіації морської піхоти на борту USS Lake Champlain (CVS-39):
  - 312-а морська винищувальна ескадрилья (VMF-312) — North American FJ-3/3M Fury
  - 324-а морська штурмова ескадрилья (VMA-324) — Douglas AD-4B Skyraider
  - 533-я морська штурмова ескадрилья (VMA-533) — Grumman F9F-8 Cougar
  - 26-а морська авіаційна група (MAG-26)
    - 461-а морська вертолітна транспортна ескадрилья (середня) (HMR(M)-461) — Sikorsky HRS-3
    - 262-а морська легка вертолітна ескадрилья (HMR(L)-262) — Sikorsky HR2S-1

### Підрозділи авіаносної авіації
17-а авіаносна авіагрупа (CVG-17) на борту USS Franklin D. Roosevelt (CVA-42):
| - 173-я винищувальна ескадрилья (VF-173): FJ-3M Fury - 171-а винищувальна ескадрилья (VF-171): F2H-3 Banshee - 74-а винищувальна ескадрилья (VF-74): F4D-1 Skyray - 175-а штурмова ескадрилья (VA-175): AD-6 Skyraider - Важка штурмова ескадрилья (VAH-3): A3D-1 Skywarrior | - Всепогодна штурмова ескадрилья 33 (VA(AW)-33), 37-й загін: AD-5N Skyraider - 12-а авіаносна воздушна ескадрилья раннього попередження (VAW-12), 37-й загін: AD-5W Skyraider - 62-а фоторозвідувальна ескадрилья (VFP-62), 37-й загін: F2H-2P Banshee & F9F-6P Cougar - 2-а допоміжна вертолітна ескадрилья (HU-2), 37-й загін: HUP-2 |

4-а авіаносна авіагрупа (CVG-4) на борту USS Randolph (CVA-15):
| - 73-я винищувальна ескадрилья (VF-73): FJ-3/3M Fury - 43-я винищувальна ескадрилья (VF-43): F9F-8 Cougar - 22-а винищувальна ескадрилья (VF-22): F2H-4 Banshee - 45-а штурмова ескадрилья (VA-45): AD-6 Skyraider | - 7-а важка штурмова ескадрилья (VAH-7), 36-й загін: AJ-2 Savage - 12-а авіаносна воздушна ескадрилья раннього попередження (VAW-12), 36-й загін: AD-5W Skyraider - 62-а фоторозвідувальна ескадрилья (VFP-62), 36-й загін: F9F-6P Cougar - 2-а допоміжна вертолітна ескадрилья (HU-2), 36-й загін: HUP-2 |

## Результат
Віце-адмірал Браун підвів підсумки операції «Діп вотер», зазначивши: «Якби я був росіянами, я б забирався геть звідти (з Дарданелл), якщо б почалася війна. З тим, що ми маємо, ми можемо зробити з них мавпяче м'ясо». Операція «Діп вотер» проходила в рамках серії одночасних навчань НАТО, що проводились восени 1957 року та були наймасштабнішими військовими зусиллями НАТО на сьогоднішній день, із залученням більш ніж 250 тисяч чоловік, 300 кораблів і 1500 літаків, відправлених з Норвегії до Туреччини.
Іншими навчаннями 1957 року були операція «Страйкбек», зосереджена на східно-атлантичному/північноєвропейському флангу НАТО; операція «Каунтер панч» за участю Союзних військ в Центральній Європі на європейському материку; операція «Стенд фьорм» в протоці Ла-Манш; операція «Сі вотч» — навчання з супроводу конвою в північній частині Атлантичного океану; і операція «Фенд офф»/«Фішплей» — протичовнові навчання в районі між Гренландією, Ісландією та Великою Британією («GIUK-прохід»).